# Civrieux-d’Azergues

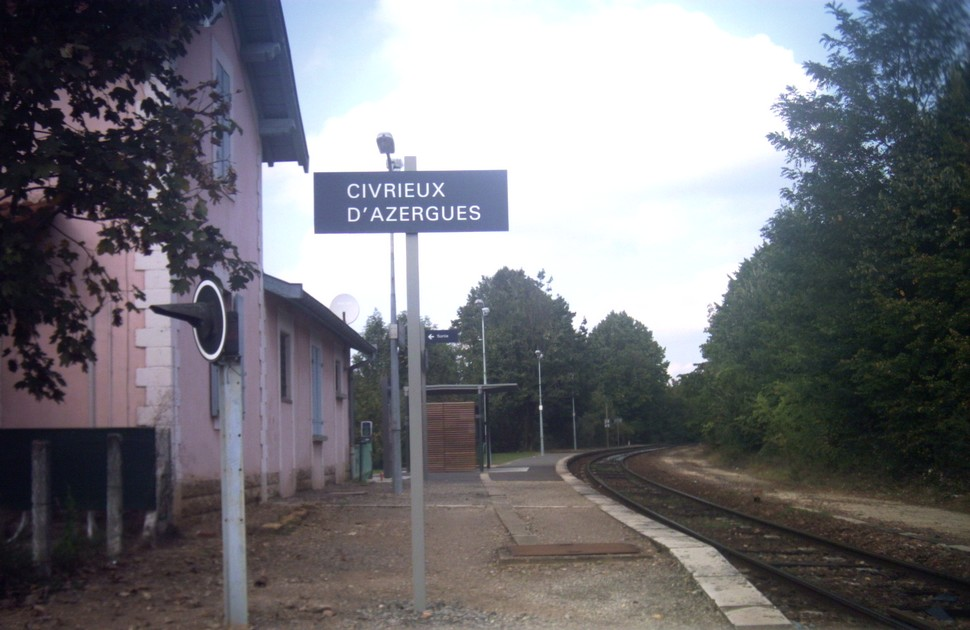
Dworzec kolejowy w Civrieux-d’Azergues, 2007

Civrieux-d’Azergues – miejscowość i gmina we Francji, w regionie Owernia-Rodan-Alpy, w departamencie Rodan.
Według danych na rok 1990 gminę zamieszkiwało 1099 osób, a gęstość zaludnienia wynosiła 219 osób/km² (wśród 2880 gmin regionu Rodan-Alpy Civrieux-d’Azergues plasuje się na 728. miejscu pod względem liczby ludności, natomiast pod względem powierzchni na miejscu 1513.).